# Sjusjøen

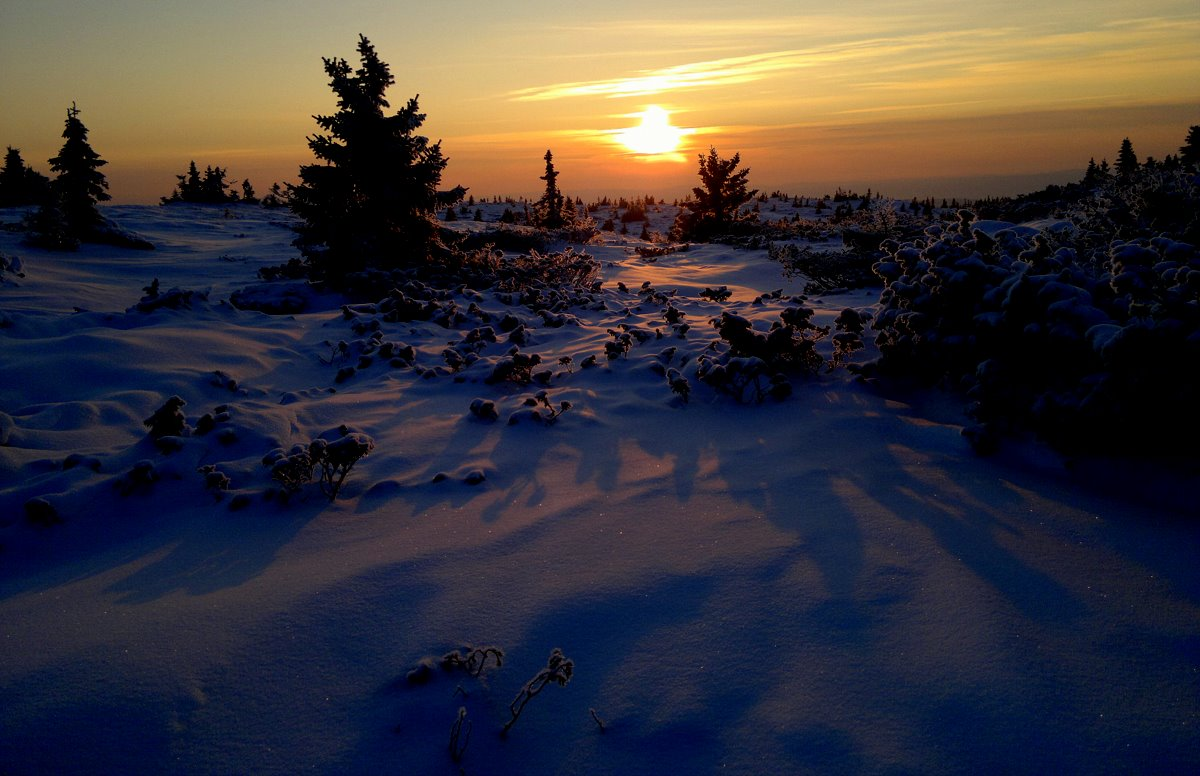
Sjusjøen.

Sjusjøen est une station de ski norvégienne, dans la commune de Ringsaker dans le comté d'Innlandet. Elle se trouve à 20 kilomètres à l'est de Lillehammer, entre 750 et 1 000 mètres au-dessus du niveau de la mer.
La station est équipée de pistes pour le ski de fond s'étendant au total sur environ 350 kilomètres. Elle a accueilli une étape de la Coupe du monde de ski de fond en novembre 2011.